# Ла Алгаба
Ла Алгаба (на испански: La Algaba) е населено място и община в Испания. Намира се в провинция Севиля, в състава на автономната област Андалусия. Общината влиза в състава на района (комарка) Вега дел Гуадалкивир. Заема площ от 18 km². Населението му е 16 275 души (по данни към 1 януари 2017 г.). Разстоянието до административния център на провинцията е 7 km.

## Демография
| 1996   | 1998   | 1999   | 2000   | 2001   | 2002   | 2003   | 2004   | 2005   | 2011   | 2017   |
| ------ | ------ | ------ | ------ | ------ | ------ | ------ | ------ | ------ | ------ | ------ |
| 12 792 | 12 784 | 12 785 | 12 916 | 12 989 | 13 113 | 13 304 | 13 463 | 13 623 | 15 786 | 16 275 |